# イムス三芳総合病院
イムス三芳総合病院（イムスみよしそうごうびょういん）は、埼玉県入間郡三芳町にある病院。イムスグループ。

## 沿革
- 1977年（昭和52年）5月20日 - 「医療法人社団米寿会附属 三芳厚生病院」開設。
- 1983年（昭和58年）3月 -  名称を「医療法人社団明芳会」に変更。
- 1984年（昭和59年）6月 -  労災保険医療機関指定、救急医療機関指定。
- 2007年（平成19年）11月 - 名称を「医療法人社団明芳会 イムス三芳総合病院」に変更。
- 2013年（平成25年） - 新病院完成。

## 診療科目
- 内科
- 内分泌・代謝・糖尿病内科
- 小児科
- 内視鏡外科
- 乳腺外科
- 呼吸器外科
- 外科
- 臨床腫瘍科
- 脳神経外科
- 整形外科
- 泌尿器科
- 皮膚科
- 眼科
- 耳鼻咽喉科
- 麻酔科
- 放射線科

## アクセス
- 東武東上線 鶴瀬駅西口下車徒歩20分 または送迎バス